# Danh sách câu lạc bộ bóng đá ở Quần đảo Faroe
Đây là danh sách các câu lạc bộ bóng đá ở Quần đảo Faroe.

## Câu lạc bộ hiện tại ở Giải bóng đá vô địch quốc gia Quần đảo Faroe
- AB Argir
- B36 Tórshavn
- B68 Toftir
- B71 Sandoy
- EB/Streymur
- FC Suðuroy
- Giza/Hoyvík
- HB Tórshavn
- ÍF Fuglafjørður
- KÍ Klaksvík
- MB Miðvágur
- NSÍ Runavík
- Royn Hvalba
- Skála IF
- TB Tvøroyri
- Undri FF
- 07 Vestur
- Víkingur Gøta

## Khác
Câu lạc bộ không còn tồn tại, đã đổi tên hoặc/và đã hợp nhất với câu lạc bộ khác.
- GÍ Gøta
- LÍF Leirvik
- Fram Tórshavn
- NÍF Nólsoy
- EB Eiði
- Kaldbaks
- SÍ Sumba
- Skansin Tórshavn
- Bóltfelagið Đriv
- Stranda Bóltfelag
- Streymur Hvalvik
- Æsir Vestmanna
- FS Vágar
- VB Vágur
- VB/Sumba

Câu lạc bộ tham gia độc lập ở giải trẻ, nhưng vận hành như là một phần của giải người lớn.
- SÍ Sorvágur
- SÍF Sandavágur